# 蒙特塞拉特鎮區 (密蘇里州約翰遜縣)
蒙特塞拉特鎮區（英語：Montserrat Township）是位於美國密蘇里州約翰遜縣的一個行政鎮區。

## 地方資料
蒙特塞拉特鎮區的面積為105.83平方千米，當中陸地面積為105.40平方千米，而水域面積為0.42平方千米。根據2020年美國人口普查的數據，當地共有人口1504人，而人口密度為每平方千米14.21人。